# Bill Irwin (Schauspieler)

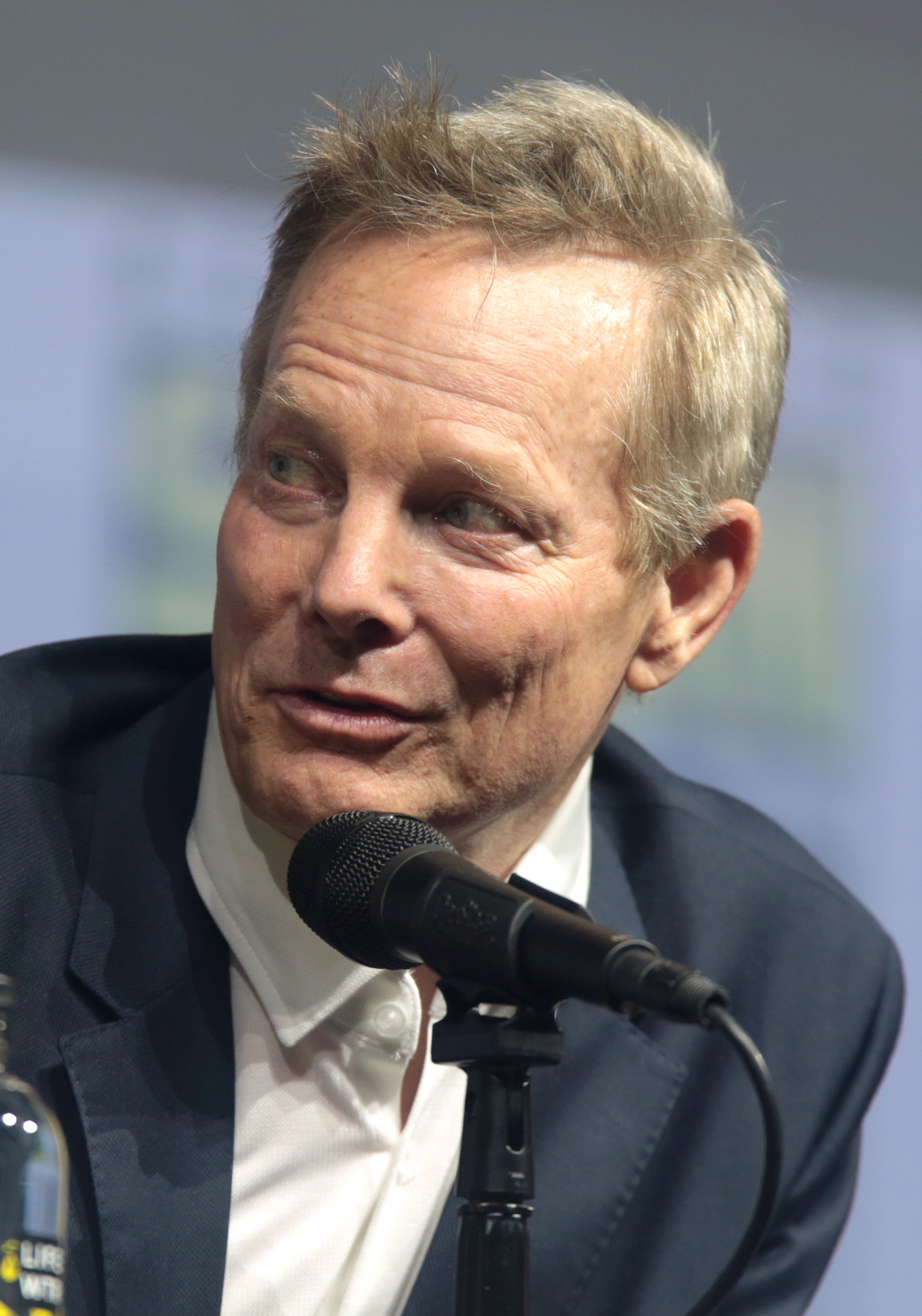
Bill Irwin (2018)

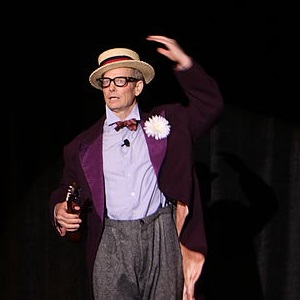
Bill Irwin (2013)

William Mills „Bill“ Irwin (* 11. April 1950 als Gil Millrer Jr. in Santa Monica, Kalifornien) ist ein US-amerikanischer Schauspieler, Pantomime und Clown.

## Leben
Bill Irwin ist das älteste von drei Kindern. Er studierte an dem Oberlin College in Ohio und dem Ringling Brothers and Barnum & Bailey's Clown College in Florida. 1980 begann er seine Filmkarriere mit einem Auftritt in Popeye – Der Seemann mit dem harten Schlag, nachdem er bereits als Clown und Theaterschauspieler tätig gewesen war. Drei Jahre später schrieb er sein erstes und letztes Drehbuch: The Regard of Flight, einen Fernsehfilm.
Von 1977 bis 1982 war er mit Kimi Okada verheiratet. Seit 1990 ist er mit Martha Roth liiert; zusammen haben sie ein Kind.

## Auszeichnungen
Mit einem MacArthur Fellowship wurde Irwin 1984 ausgezeichnet. 1989 bekam er zusammen mit Kimi Okada einen Tony Award für die beste Choreographie verliehen. Als bester Hauptdarsteller in dem Theaterstück Wer hat Angst vor Virginia Woolf? wurde er 2005 erneut mit dem Tony Award ausgezeichnet. 2008 wurde Irwin als bester Nebendarsteller in Rachels Hochzeit für einen Award der Chicago Film Critics Association nominiert.

## Filmografie (Auswahl)
- 1980: Popeye – Der Seemann mit dem harten Schlag (Popeye)
- 1987: Die Bill Cosby Show (The Cosby Show, Fernsehserie, 1 Episode)
- 1988: Acht Mann und ein Skandal (Eight Men Out)
- 1990: My Blue Heaven
- 1991: Stepping Out
- 1991: Hot Shots! – Die Mutter aller Filme (Hot Shots!)
- 1991: Memorial: Letters from American Soldiers
- 1991–1992: Ausgerechnet Alaska (Northern Exposure, Fernsehserie, 2 Episoden)
- 1998: Illuminata
- 1999: Ein Sommernachtstraum (A Midsummer Night’s Dream)
- 2000: Der Grinch (How the Grinch Stole Christmas)
- 2002: Igby (Igby Goes Down)
- 2004: Der Manchurian Kandidat (The Manchurian Candidate)
- 2006: Das Mädchen aus dem Wasser (Lady in the Water)
- 2007: Dark Matter
- 2007: Across the Universe
- 2008: Rachels Hochzeit (Rachel Getting Married)
- 2008–2011: CSI: Vegas (CSI: Crime Scene Investigation, Fernsehserie, 9 Episoden)
- 2011: Higher Ground – Der Ruf nach Gott (Higher Ground)
- 2011: Lights Out (Fernsehserie, 13 Episoden)
- 2013: Monday Mornings (Fernsehserie, 10 Episoden)
- 2013–2017, 2020–2022: Law & Order: Special Victims Unit (Fernsehserie, 17 Episoden)
- 2014: Elementary (Fernsehserie, Episode 2x16)
- 2014: Interstellar (Sprechrolle)
- 2015: South of Hell (Fernsehserie, 8 Episoden)
- 2017–2019: Legion (Fernsehserie, 24 Episoden)
- 2020–2021: Star Trek: Discovery (Fernsehserie, 3 Episoden)
- 2022: Spoiler Alert
- 2023: Rustin
- 2024: High Tide